# Johnny Rockets
Johnny Rockets ist eine amerikanische Hamburger-Restaurantkette, die im Stil der American Diners der 1950er Jahre gehalten ist.

## Geschichte
Am 6. Juni 1986 wurde das erste Johnny Rockets-Lokal in der Melrose Avenue in Los Angeles eröffnet, im Jahr 2007 das 200. Restaurant in Glendale. Die Kette verkauft über 13 Millionen Hamburger pro Jahr. Die einzelnen Restaurants werden als Franchise-Unternehmen geführt.
Es werden Dekorelemente wie Chrom, rote Ledersitze und Plakate verwendet. Auf jedem Tisch steht eine kleine Jukebox, über die mittels Fünf-Cent-Stücke Lieder ausgewählt werden können.
Das Personal bedient die Gäste am Tisch und die Speisen werden erst auf Bestellung zubereitet. Das Restaurant ist auch bekannt für Sing- und Tanzeinlagen des Personals in einigen Filialen, sowie für ein Smiley-Gesicht aus Ketchup auf den Pommes frites.
Neben Hamburgern gelten Milkshakes als Spezialität des Hauses.
Die Restaurant-Kette ist auch in den Einkaufspassagen einiger Kreuzfahrtschiffe der Royal Caribbean Cruise Line vertreten (Voyager-Klasse, Freedom-Klasse) und betreibt zudem in manchen Freizeitparks, etwa im Six Flags Magic Mountain, einige kleinere Restaurants, die jedoch häufig nur ein begrenztes Angebot an Speisen anbieten.
2009 öffnete die erste Filiale von Johnny Rockets in Deutschland am Flughafen des US-Luftwaffenstützpunktes Ramstein. Allerdings ist sie nicht für die Öffentlichkeit zugänglich.
Aktuell (2020) hat Johnny Rockets über 325 Restaurants weltweit.
2020 wurde das Unternehmen von den Eigentümern der Kette Fatburger übernommen.